# Адажи (колхоз)
«Адажи» (латыш. Ādaži) — колхоз, существовавший в Латвийской ССР, с центром в одноимённом посёлке.
Был образован в 1948 году и получил в своё распоряжение 350 га малоплодородной земли. Первым председателем колхоза был избран Мартиньш Креслиньш (1907—1956) — в прошлом кочегар, сплавщик и подсобный рабочий. Под руководством Креслиньша работа в колхозе мало чем отличалась от прежних времён, и только после того, как в 1956 году его руководителем стал Иосиф Кукель (Кукелис; 1912—1987), колхоз стал продуктивно развиваться. В значительной степени успех овощеводческого производства в «Адажах» был связан с новой по тем временам технологией — теплицами под полиэтиленовой плёнкой, в сочетании с эффективным использованием удобрений; кроме того, благодаря Кукелю в колхозе был развёрнут ряд подсобных промыслов, от производства черенков для лопат до изготовления деревянных сувениров, на которых работники колхоза были заняты в свободное от сельскохозяйственных работ время. Колхоз приобрёл общесоюзную репутацию прогрессивного хозяйства и использовался с пропагандистскими целями: так, в 1968 году по инициативе руководителя Латвийского комитета по культурным связям с соотечественниками за границей Жаниса Закенфелдса в колхозе было проведено празднование Янова дня с приглашением многочисленных туристов из числа латышей-эмигрантов.
Знаю под Ригой колхоз, где в дело идёт всё, кроме петушиного крика. Каждый квадратный метр теплиц (а в хозяйстве под плёнкой и стеклом семь гектаров!) даёт по три урожая в год — овощи, цветы, рассада… Дефицитную плёнку делает сам колхоз на несложных установках, переплавляя полиэтиленовый утиль; снабжает этим универсальным материалом всю Литву (хочешь — теплицы строй, нужно — укрывай на зиму комбайны) и, естественно, зарабатывает. Овощи превращают в консервы, из падалицы яблок делают вино, картошку на отличном импортном автомате превращают в хрустящие жареные ломтики — гривенник пакет. Главное же, что берегут, — это рабочее время. Убрали с полей, народу делать нечего — включаются цеха ширпотреба: вчерашние земледельцы вытачивают ручки к лопатам, из обрезков дерева делают симпатичные сувениры, из опилок прессуют плиты. Сбережённые промыслом зимние дни дают дополнительно к доходам от полей и ферм по два миллиона рублей в год, эти капиталы вкладываются в землю, колхоз прекрасно и много строит. Преображённые гектары дают урожаи, каких и в Прибалтике поискать. Мудрено назвать страну, откуда бы не приезжали гости в знаменитый «Адажи» — колхоз, которым уже семнадцать лет руководит энергичный и мудрый Иосиф Владиславович Кукелис,
— писал в 1973 году Юрий Черниченко.
В 1974 году колхоз возглавил его третий и последний руководитель Албертс Каулс, до этого начальник управления сельского хозяйства Рижского района. Колхоз пережил серию укрупнений: к нему были присоединены соседние колхозы «Мангали» (1975), «Гаркалне» и «Пабажи» (1982). По состоянию на 1980 год колхоз занимал площадь 7826 га, из которых 4540 га сельхозугодий, в том числе 2444 га пахотных земель; его основные средства оценивались в 27,7 миллионов рублей.
В 1986 году колхоз был преобразован в агрофирму. К концу 1980-х гг. колхоз производил более 50 центнеров зерна и около 300 центнеров картофеля с гектара, по состоянию на 1986 год молочный комплекс «Адажей» давал в среднем 5080 кг молока в год от коровы — доярка Элза Митрике получала более 7300 кг и в 1985 году была удостоена звания Героя Социалистического Труда (годом позже это звание было присвоено и руководителю «Адажей»). Кроме того, в составе агрофирмы работала звероферма, на которой ежегодно получали около 50 тысяч шкурок песца и норки.
В 1987 году агрофирму «Адажи» посетили во время своего визита в Латвийскую ССР Михаил Горбачёв и его супруга Раиса. Утверждается, что под положительным впечатлением от этого визита Горбачёв предоставил колхозу возможность напрямую торговать с иностранными контрагентами, благодаря чему в 1988 году по инициативе Каулса и его заместителя Григория Лучанского была создана фирма Ādaži Impex, занявшаяся, прежде всего, экспортом из СССР калийных удобрений. Вспоминая Каулса, с которым он был знаком много лет, президент Латвии Гунтис Ульманис говорил:
Он не только верил, что на основе колхозов можно построить прекрасный мир для сельских жителей, но и частично доказал это. Только не надо забывать, что за счёт одного его примерного колхоза существовали сто нищих колхозов.
После возвращения независимости Латвии колхоз прекратил существование. Однако производство картофельных чипсов, начавшееся в колхозе в 1972 году, в 1993 году было восстановлено, и торговая марка «Адажские чипсы» (латыш. Ādažu Čipsi) существует до сих пор.

## Интересные факты
В 1984 году колхоз «Адажи» выступил учредителем поэтической Премии имени Оярса Вациетиса.